# Moriusaq
|  | Sammenskrivningsforslag Artiklen Mourisaq er foreslået føjet ind i Moriusaq. (Siden marts 2025) Diskutér forslaget |

Moriusaq (noget der ligner en skarp kant) er en forladt grønlandsk bygd 36 km fra Pituffik (Thule Air Base) og 81 km fra Qaanaaq.. Moriusaq fik bygdestatus i 1962. 1998 havde byen ca. 40 indbyggere. . I slutningen af 2009 var der kun to beboere tilbage, og i september 2010 flyttede den sidste beboer til Qaanaaq og stedet blev nedlagt som bygd. Den 31.12.2010 blev posthuset i Moriusaq officielt lukket. De sidste to indbyggere i Moriusaq var en far og en søn. Sønnen passede det lokale kraftværk, der leverede strøm til deres huse.
Bygden var kendt for sine gode jagtmuligheder, specielt til fisk, sæl, hvalros og isbjørn. Indbyggerne havde både mulighed for TV og radiomodtagelse, private telefoner og et lille elkraftværk, butik, skole, kirke og et bibliotek. Hvert år blev bygden besøgt af en læge og en tandlæge.